# 小ざくらや一清

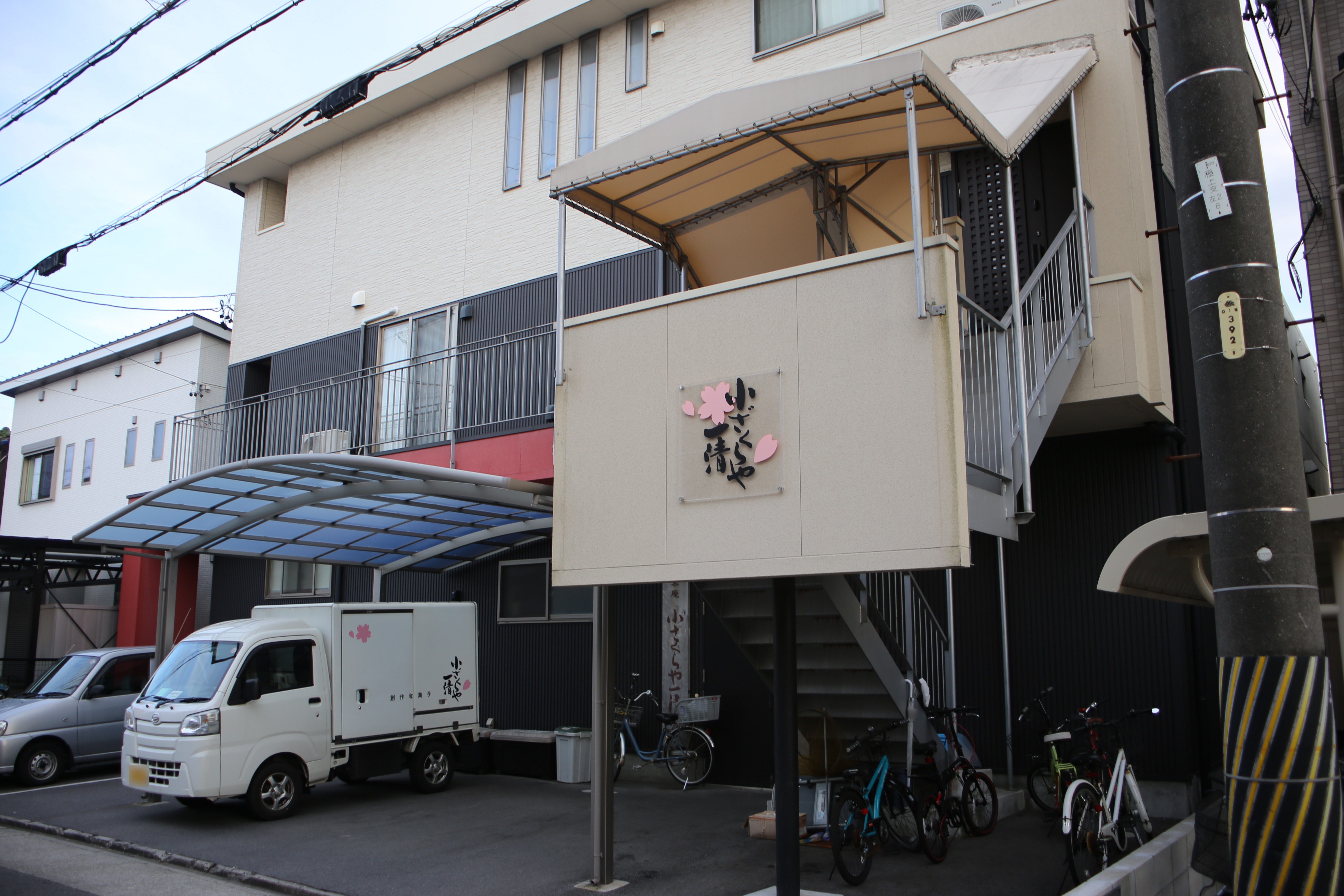
工場

小ざくらや一清（こざくらやかずきよ）は、 愛知県名古屋市中村区草薙町に本店がある和菓子店。現在は本店以外に名鉄百貨店、中川富田店、と直営店が3件。ギフトキヨスク、ジェイアールナゴヤタカシマヤ、あべのハルカスなどで委託販売。
看板商品『おほほっ』は名古屋でフルーツ大福の代表格として知られる。人気テレビ番組『芸能人格付けチェック』では、和菓子の盆栽、ストラディバリウス、七宝焼き、和傘 等、問題の題材を7回手掛けた。和菓子ケーキの創作については、全国から結婚や誕生などの祝いの記念品として支持を受けている。また、名古屋ユマニテク調理製菓専門学校で非常勤講師も長年にわたり務めており、未来の菓子職人の育成にも取り組んでいる。

## 沿革
- 1912年（明治45年） - 名古屋市中区丸の内にてもなか製造卸店として伊藤一太郎により創業。
- 1945年（昭和20年） -　第二次世界大戦後、中村区草薙町に移転し、式司菓子を製造。
- 1964年（昭和39年） - 干菓子の製造卸を開始。
- 1997年（平成9年） - 店舗改装後、生菓子の製造販売を開始。
- 2002年（平成14年） - 全国菓子博覧会で会長賞を受賞。
- 2005年（平成17年） - 有限会社小ざくらや一清を設立。
- 2007年（平成19年） - 本店を移転し、工場を新築。
- 2012年（平成24年） - 新工場を建設。
- 2013年（平成25年） - 全国菓子博覧会で農林水産大臣賞受賞。
- 2022年（令和4年）-名古屋市中川区に中川富田店を出店
- 2022年　(令和4年)　-本社新社屋　竣工

## 主な商品
- おほほっ 　季節のフルーツを丸ごと包み込んだフルーツ大福 　苺・みかん・ピオーネ・マスカット・トマト・青梅・無花果（蓬莱柿）・ベビーパーシモンなど 　１５種類ほどのアイテムが旬の期間だけ販売
- 名古屋どら 　名古屋土産には最適などら焼き　たっぷりの粒あんとマーガリンをふわふわの生地でサンドした名古屋ならではのどら焼き
- あんぱんまんじゅう 　見た目は小さなあんパンだが、強力粉や酵母などを一切使わずに作られた創作和菓子。2014年に小ざくらや一清の4代目伊藤高史により考案・発売された。包み込まれる餡は、粒餡・桜こし餡・ずんだ餡・抹茶ミルク餡の4種類の他、期間限定で白小豆桜餡を包んだ「桜あんぱん饅頭」などもある
- すいかどろぼう[5][6][7] コンセプトは「見てびっくり！切ってもびっくり！食べて幸せ！」 生地については、上用饅頭にひとつひとつ食紅でスイカの絵柄を描いていきます。夏の人気商品
- とろりわらび餅 ２０２５年春の新作　トロリと口の中で広がる独特な食感と沖縄産純黒糖のみを使った風味豊かな新感覚わらび餅

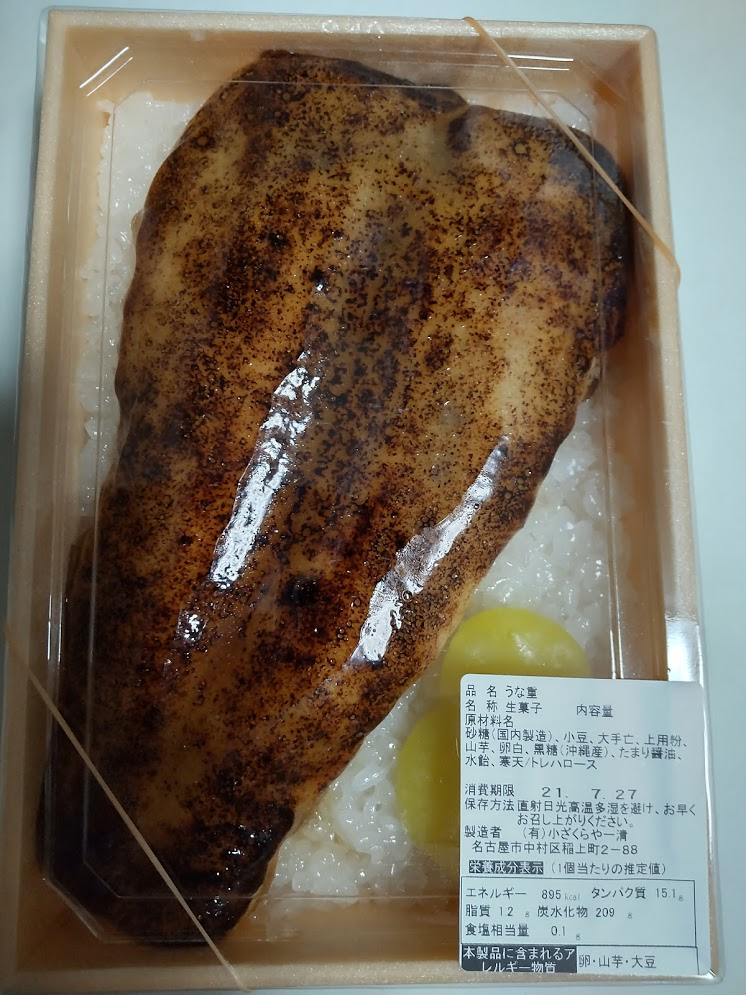
特上うな重
土用の丑に合わせ販売されるうな重弁当を模した商品。うなぎの蒲焼部分は上用饅頭を使い、タレを黒糖や醤油で再現している。ご飯も道明寺生地を用い、求肥で作られた沢庵も乗せられている。商品は2010年ごろにうなぎが高騰したころから毎年販売されているという。